# Zapólie
Zapólie (en rus: Заполье) és un poble del krai de Perm, a Rússia, que en el cens del 2010 tenia 87 habitants.